# Distorsion (mathématiques)
 (février 2025).
Pour les articles homonymes, voir Distorsion.
En mathématiques, la distorsion permet de quantifier la différence entre la métrique d'un sous ensemble {\displaystyle X} et celle d'un ensemble qui le contient. Plus précisément, la distorsion désigne la dilatation de la fonction d'identité {\displaystyle f:X\rightarrow X} par rapport aux deux métriques induites : 
{\displaystyle {\text{distort}}(X)=\sup {\frac {{\text{(longueur dist)}}\vert _{X}}{{\text{(dist)}}\vert _{X}}}}
Où {\displaystyle {\text{(longueur dist)}}\vert _{X}} désigne la métrique induite sur {\displaystyle X} et {\displaystyle {\text{(dist)}}\vert _{X}} désigne la métrique héritée de l'ensemble qui le contient. Plus ce ratio est grand, plus les métriques sont différentes et inversement.
Une des propriétés intéressantes découlant de cette définition est que si la distorsion d'un ensemble est majorée par {\displaystyle {\frac {\pi }{2}}}, alors cet ensemble est simplement connexe.